# 655
655 је била проста година.

## Догађаји
- Википедија:Непознат датум — Битка јарбола Цар Констанс II лично командује византијском флотом (500 бродова) и креће да изазове арапску морнарицу. Отпловио је у провинцију Ликија у јужном региону Мале Азије. Две силе се сусрећу код обале планине Феникс, близу луке Феникс (данас Финике). Арапи под командом Абдулаха ибн Сада побеђују у бици, иако су губици велики за обе стране. Констанс једва успева да побегне у Цариград.
- 15. новембар – Битка код Винведа: Краљ Освиу од Берникије побеђује свог ривала, краља Пенду од Мерсије код Кок Бека, близу онога што ће касније бити Лидс (Јоркшир). Краљеви Кадафаел Кадомед од Гвинеда и Етелвалд од Деире, савезници Мерсије, повлаче своје снаге пре почетка битке. То означава пораз последње веродостојне паганске силе у Енглеској.
- Освиу постаје господар (бретвалда) над већим делом Велике Британије. Успоставља се као краљ Мерсије, постављајући свог зета, Пендиног сина Пеаду, за поданичког краља Средње Англије.
- Царица Когјоку поново ступа на престо Јапана, започињући нову владавину као Саимеи-тено.
- Арапске војске освајају Хорасан (Иран) и Пут свиле дуж Трансоксијане (Централна Азија).
- Краљ Викрамадитја I од Чалукје (Индија) поново уједињује краљевство, након што је победио своју браћу.
- 15. мај – Папа Мартин I је протеран у Херсон Таурику (Украјина). Касније умире на Кримском полуострву након 6-годишњег епископства, остављајући папу Евгенија I као римског епископа.

## Смрти
- Википедија:Непознат датум — Свети Мартин исповедник - папа Римски